# John White (chirurgien)
Pour les articles homonymes, voir John White et White.
John White (c. 1756-1832) est un chirurgien et un naturaliste anglais, ayant notamment réalisé des collections botaniques.

## Biographie
White naît dans le Sussex (certaines sources indiquent qu'il est né en 1750) et entre dans la Royal Navy le 26 juin 1778 comme aide au troisième chirurgien. Il est promu chirurgien en 1780, et est chirurgien chef au cours du voyage de la First Fleet vers l'Australie. En mars 1787 White rejoint la First Fleet à Plymouth, où il constate que les bagnards embarqués avaient vécu pendant un certain temps sur la viande de sel, une mauvaise préparation pour un long voyage. Il réussit à obtenir des ressources de viande et de légumes frais pour eux, et s'arrange pour qu'ils puissent être autorisés à monter sur le pont à tour de rôle pour avoir de l'air frais. Son traitement humain et sensible a été sans doute la raison pour laquelle le nombre de décès parmi les condamnés pendant le voyage n'a pas été élevé. Lors de son voyage en Australie, John White est chirurgien à bord du navire Charlotte.
White arrive en Australie en 1788 en qualité de chirurgien-général de Nouvelle-Galles du Sud et planifie la construction d'un hôpital, mais est entravé par le manque de fournitures médicales. Il s'intéresse à la flore et la faune indigènes du continent peu connu et étudie le potentiel des plantes australiennes pour une utilisation en pharmacologie. Il observe les qualités olfactives de l'eucalyptus et réalise la distillation d'huile d'eucalyptus en 1788.
En 1789 il sauve la vie d'un jeune garçon aborigène orphelin atteint de la variole, Nanbarry, et fait de lui son fils adoptif.
White a écrit un Journal of a Voyage to New South Wales (1790), qui décrit pour la première fois de nombreuses espèces australiennes. Ce journal contient 65 planches de gravures sur cuivre d'oiseaux, d'animaux et d'espèces botaniques, et est traduit au cours des cinq années suivantes en allemand et en français. White est le premier à décrire l'amphibien Litoria caerulea, à qui il donne son nom : la rainette de White.
Selon son journal, il n'aimait vraiment pas l'Australie, le décrivant comme « un pays et un lieu si prohibitif et si odieux qu'il ne méritait que l'exécration et la malédiction ». l demande à quitter l'île en 1792, et en reçoit la permission en 1794, voguant pour l'Angleterre le 17 décembre 1794 et se rendant ensuite en Irlande. En 1796, il démissionne de son poste lorsqu'on lui propose l'option de retourner en Australie. Il servait de chirurgien sur le Royal William, et reste affecté au Sheerness pour vingt ans à partir 1799, puis au Chatham Dockyard à partir de 1803. Il prend sa retraite sur une demi-pension en 1820. Il décède à Worthing, en Angleterre.

## Liste partielle des publications
- (en) John White, Journal of a Voyage to New South Wales with Sixty-five Plates of Non-descript Animals, Birds, Lizards, Serpents, Curious Cones of Trees and Other Natural Productions, Londres, 1790 (lire en ligne)

## Abréviation en botanique
John White, dont on connaît des homonymes parmi ses contemporains, a une abréviation en botanique. On peut voir en fin de celle-ci les lettres « R.N. », chose plutôt curieuse de premier abord. Ce sont simplement les initiales de Royal Navy.
J.White R.N. est l’abréviation botanique standard de John White.
Consulter la liste des abréviations d'auteur en botanique ou la liste des plantes assignées à cet auteur par l'IPNI, la liste des champignons assignés par MycoBank, la liste des algues assignées par l'AlgaeBase et la liste des fossiles assignés à cet auteur par l'IFPNI.